# Perlenkette (Logistik)
Perlenkette ist ein Begriff aus der Logistik, insbesondere im Automobilbau, mit dem eine festgelegte Auftrags- bzw. Fertigungsreihenfolge bezeichnet wird; daher wird auch oft der  Begriff der Produktionssteuerung mit stabiler Auftragsfolge verwendet. Die Reihenfolge der Produktionsaufträge („die Perlenkette“) wird bereits einige Tage vor dem Produktionsstart festgelegt und soll dann in den unterschiedlichen Fertigungsbereichen, die das Produkt durchlaufen muss, nicht mehr geändert werden.
Durch die frühe Festlegung der Produktions-reihenfolge soll die Einhaltung der Produktionstermine und die Steuerung des gesamten Materialflusses verbessert werden. Dadurch ist es beispielsweise möglich, Bestände zu senken, die Kapazitäten besser auszulasten, den Transport zu optimieren, die Mitarbeiter effektiver einzusetzen, Überlastungsspitzen zu vermeiden oder den sog. Bullwhip-Effekt zu reduzieren bzw. zu vermeiden.
Das Konzept der Perlenkette ist eine Erweiterung des „just in sequence“-Konzeptes, es soll den Materialfluss und die Materialbereitstellung in einer längeren Versorgungskette (s. Versorgungslogistik) und/oder in mehreren Produktionsbereichen synchronisieren.
Das Perlenketten-Prinzip ist von seiner Theorie her einfach, die Realisierung aber schwierig, da während der Bearbeitung der Aufträge Störungen im Prozess die Einhaltung der Reihenfolge behindern können. Als Gütekriterium gibt die Reihenfolgegüte an, welcher Anteil der Aufträge tatsächlich in der geplanten Reihenfolge gefertigt wurde. Ist ein Auftrag in der Perlenkette verfrüht oder verspätet, weil es beispielsweise Qualitätsprobleme in der Produktion gab oder ein Zulieferteil nicht rechtzeitig zur Verfügung steht, dann müssen alle Just in Sequence angelieferten Teile entsprechend resequenziert werden.